# Jacqueline Freney
Pour les articles homonymes, voir Freney.
Jacqueline Freney, née le 6 juin 1992 à Brisbane (Queensland), est une nageuse handisport australienne.

## Biographie

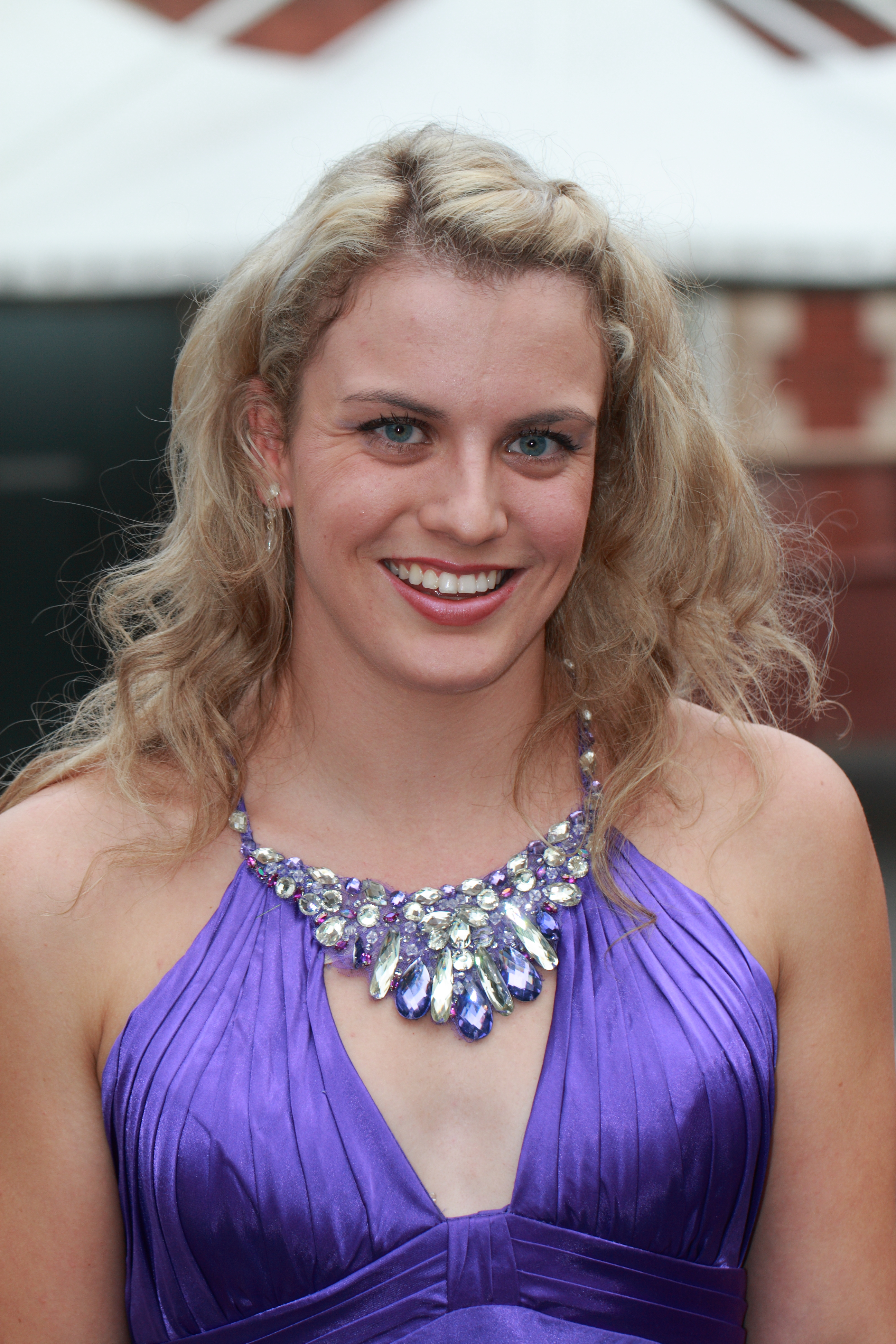
Jacqueline Freney en 2012

Jacqueline Freney naît avec une infirmité motrice cérébrale. Aux Jeux paralympiques de Pékin, elle gagne trois médailles de bronze en 100 m nage libre S8, 400 m nage libre S8 et 50 m nage libre S8. Aux Jeux paralympiques de Londres elle remporte huit médailles d'or en 100 m dos S7, 50 m papillon S7, 100 m nage libre S7, 50 m nage libre S7, 200 m quatre nages SM7, relais 4 × 100 m nage libre 34 points, 400 m nage libre S7 et relais 4 × 100 m quatre nages 34 points.
Jacqueline Freney vit à Ballina, en Nouvelle-Galles du Sud et est entraînée par son père Michael. Son grand-père Peter Freney entraînait la multi-médaillée Siobhan Paton aux Jeux paralympiques de Sydney. En 2008, elle reçoit une bourse de la part de l'Australian Institute of Sport pour la pratique de la nage paralympique.
Aux Championnats du monde de natation handisport de 2010 tenus à Eindhoven aux Pays-Bas elle gagne la médaille d'argent en 100 m nage libre S8 et 400 m nage libre S8. En 2011, une semaine avant le Can-Am Swimming Open, Jacqueline passe de la catégorie S8 à S7. Lors de la compétition à La Mirada, elle bat deux fois le record du monde sur 400 m nage libre S7 pendant les séries puis en finale avec un temps de 4 min 59 s 95 et gagne la médaille d'or. Elle remporte aussi deux médailles d'argent en 50 m et 100 m nage libre S7. En 2012, elle est nommée sportive de l'année du comté de Ballina.